# Aricidea suecica
Aricidea suecica är en ringmaskart som beskrevs av Eliason 1920. Aricidea suecica ingår i släktet Aricidea och familjen Paraonidae. Arten är reproducerande i Sverige.

## Underarter
Arten delas in i följande underarter:
- A. s. meridionalis
- A. s. simplex